# Пожератульський заказник

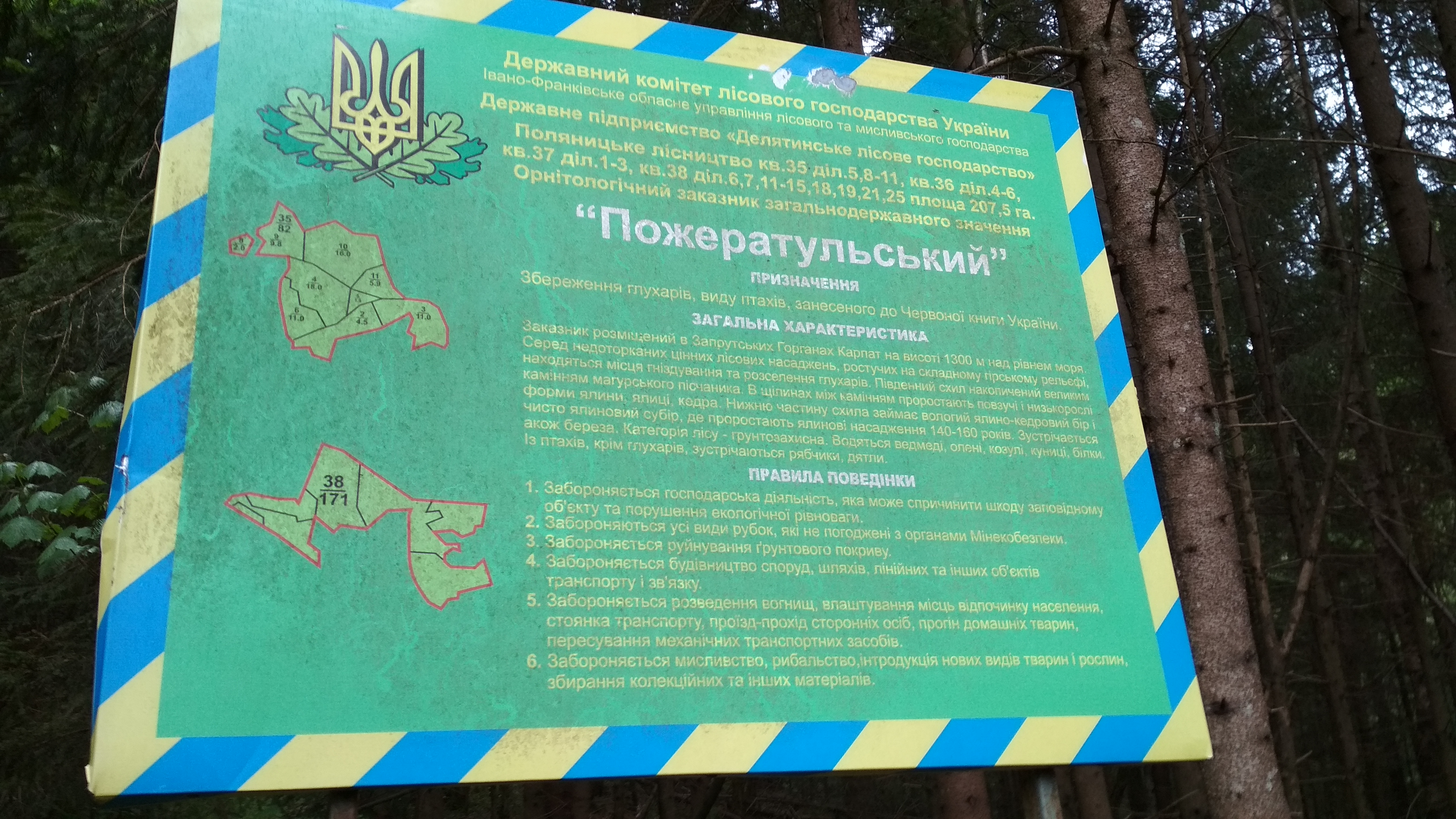
Охоронна таблиця

Пожерату́льський зака́зник — орнітологічний заказник загальнодержавного значення в Україні. Знаходиться на схилах гори Пожератул та Лисина Космацька. Розташований на південний схід від села Микуличина Надвірнянського району і на південний захід від села Космача Косівського району Івано-Франківської області. 
Статус надано 1974 року з площею 40 га. У 1985 р. площу збільшено до поточних 206 га. Перебуває у віданні ДП «Делятинський держлісгосп» (Поляницьке л-во, кв. 35-38). 
На північних схилах гори Лисина Космацька (1465 м) на висоті 1300 м над рівнем моря охороняються місця гніздування глухарів — рідкісного виду лісової орнітофауни. 
Деревостан віком 130–150 років представлений хвойними породами з домішкою берези, горобини; у трав'яно-чагарничковому ярусі зростають чорниця, брусниця, плауноподібні. 

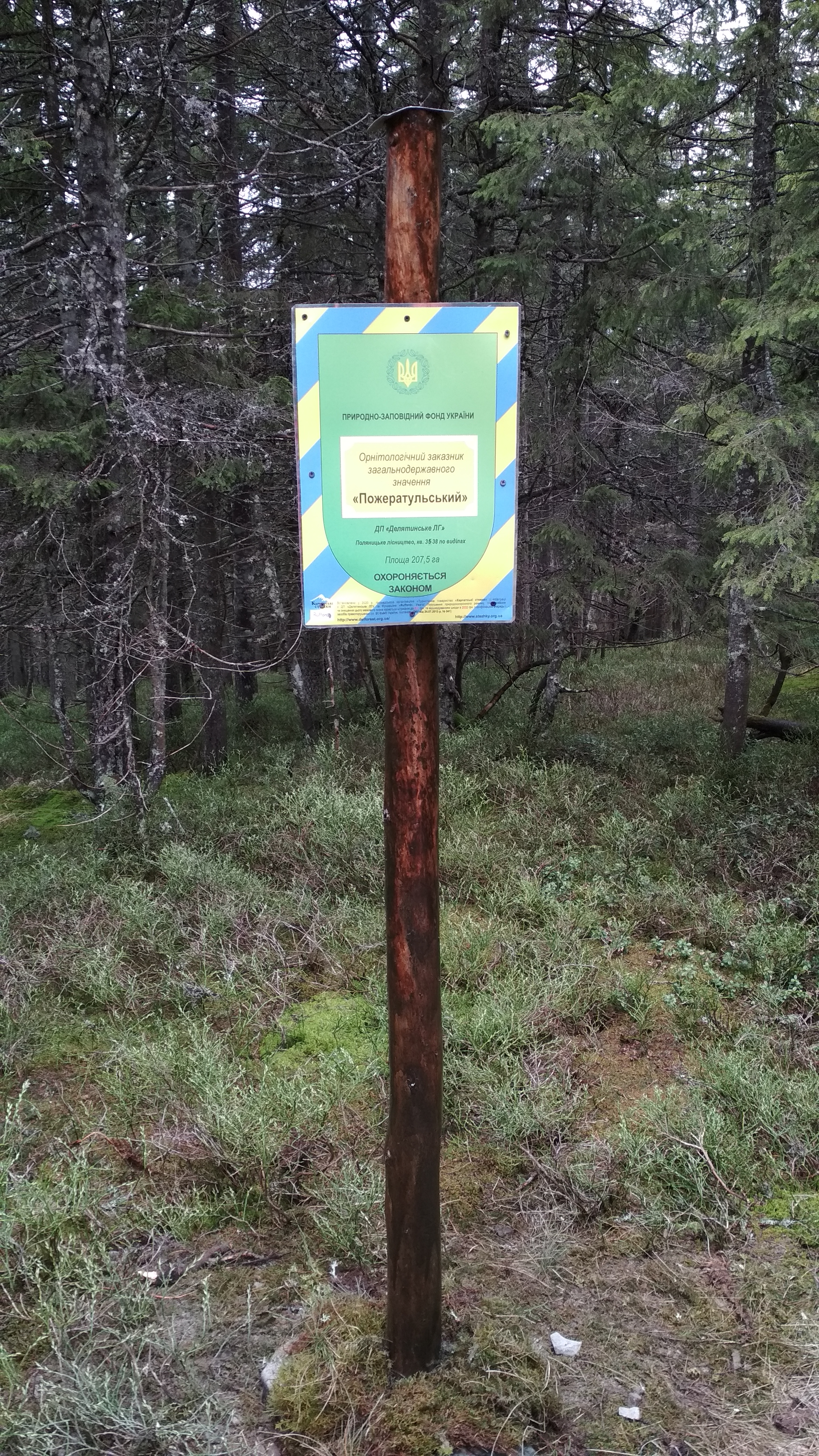
Охоронний аншлаг

З тварин трапляються олень європейський, сарна європейська, ведмідь бурий, куниця лісова, вивірка звичайна, з птахів — орябок, кілька видів горобиних тощо. 

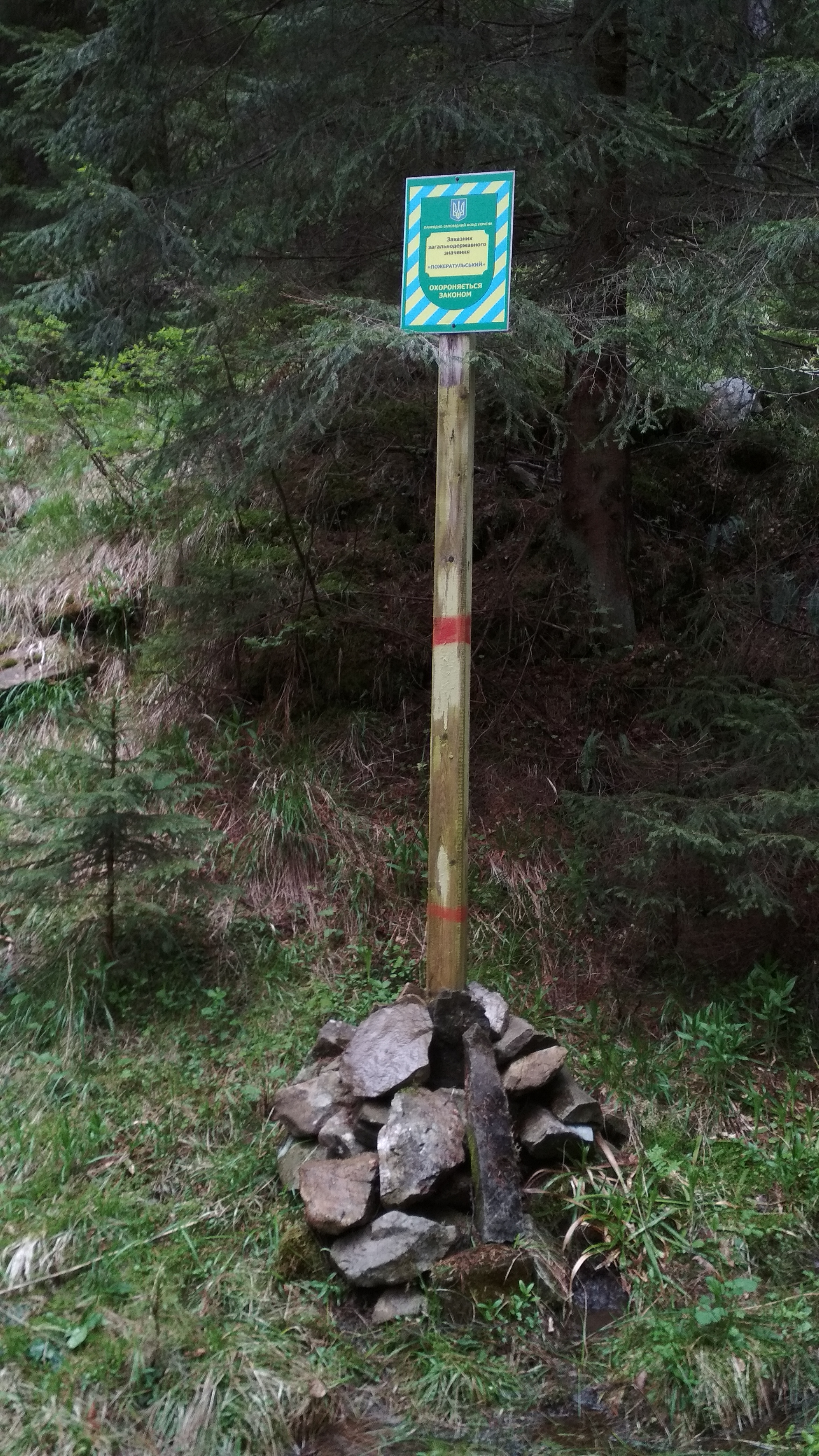
Аншлаг на старій дорозі

Зі сходу заказник межує з Національним природним парком «Гуцульщина».